# حديدوز

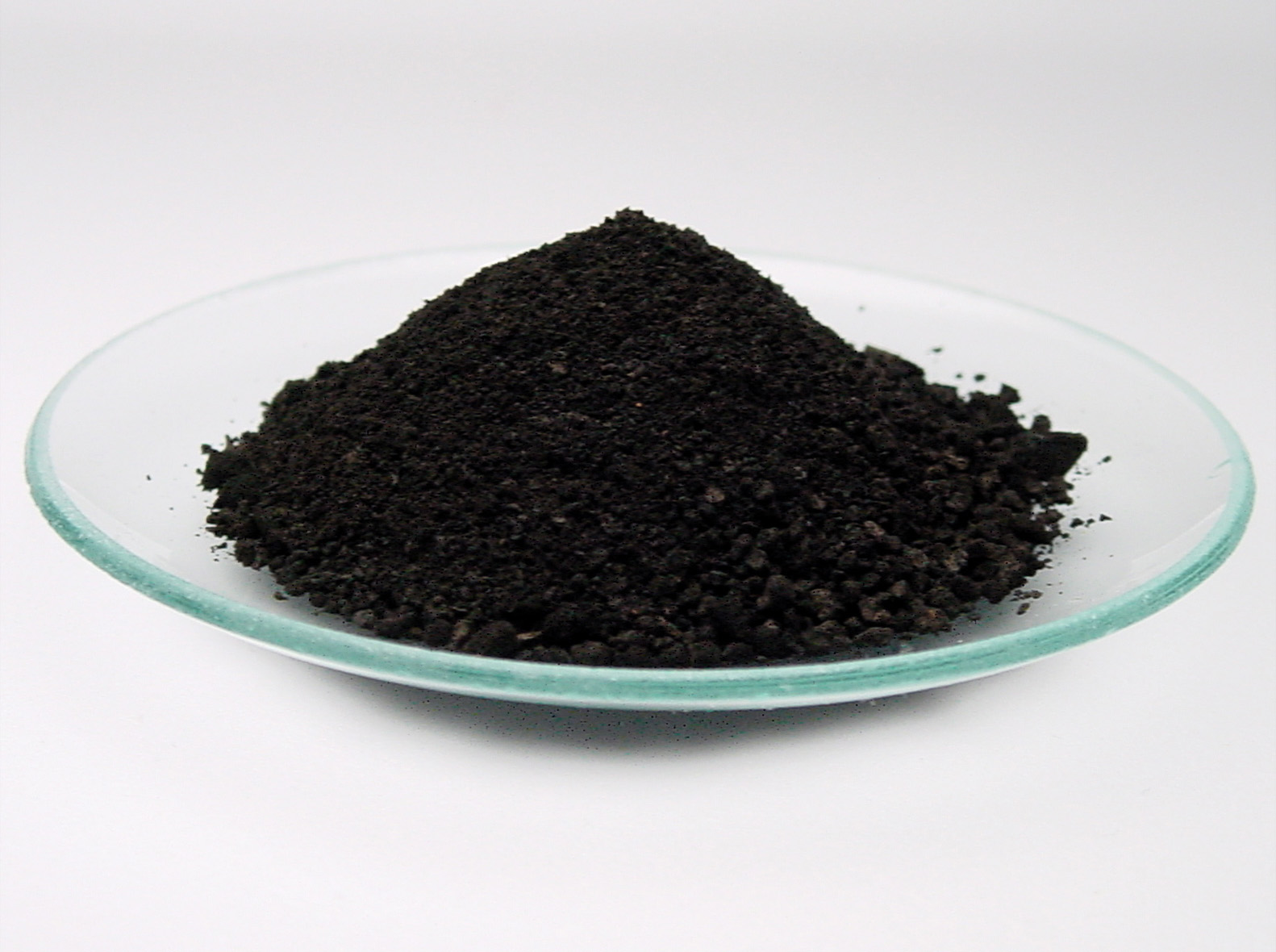
أكسيد الحديدوز يُسمى أكسيد الحديد الثنائي

حديدوز أو حديد ثنائي التكافؤ أو فيروز أو فروس (بالإنجليزية: Ferrous)‏ ورمزه (Fe+2)، وهوَ يُشير إلى مُركب الحديد ثنائي التكافؤ (+2 في حالة الأكسدة)، أما الحديديك فهوَ يُشير إلى مركب الحديد ثلاثي التكافؤ (+3 في حالة الأكسدة). ولكن هذه المصطلحات تم إهمالها بَعد وَضع الاتحاد الدولي للكيمياء البحتة والتطبيقية تسميات جديدة تحتوي على حالة الأكسدة، مثل أكسيد الحديد الثنائي بدلاً من أكسيد الحديدوز (FeO) وَأكسيد الحديد الثلاثي بدلاً من أكسيد الحديديك (Fe2O3).
بعيداً عن الكيمياء، فإنَّ لفظة فيروز (Ferrous) تستخدم للإشارة إلى وجود الحديد، حيثُ تُستخدم كصفة بمعنى حديدي. كلمة فيروز (Ferrous) مُشتقة من اللاتينية من كلمة (ferrum) والتي تعني الحديد. تَشمل فلزات الحديدوز الصلب وَحديد الصب، كما تشمل سبائك الحديد مع المعادن الأخرى (مثل الفولاذ المقاوم للصدأ). عملية التلاعب في العلاقات بين ذرات الحديد والكربون ومختلف عناصر السبائك الأخرى يؤدي إلى إيجاد خصائص محددة للمعادن الحديدية.
يُستخدم لَفظ لا حديدي للإشارة إلى الفلزات الأخرى غير الحديد والسبائك، أي الفلزات التي لا تحتوي كميات كبيرة من الحديد.